# Johan Hallström
Johan Nils Hallström (født 2. juni 1976 i Stockholm) er en svensk skuespiller. Han blev uddannet på Teaterhögskolan i Stockholm, hvor han tog eksamen i 2006.

## Privatliv
Hallström er søn af filminstruktøren Lasse Hallström og tv-producenten Malou Hallström.

## Udvalgt filmografi
- Ingen tårer (2006)
- Darling (2007)
- I taket lyser stjärnorna (2009)
- En gang i Phuket (2011)
- 30 grader i februar (tv-serie, 2012)
- Hypnotisøren (2012, ukrediteret)
- Mord i Skærgården (tv-serie, 2012-2013)
- Wallander (tv-serie, 2013)
- Tilbage til Bromma (2014)
- 100 Code (tv-serie, 2015, ukrediteret)
- Tsatsiki, far og olivenkrigen (2015)
- Hassel (tv-serie, 2017)
- Hidden - Den førstefødte (tv-serie, 2019)